# بوغياني أسترالي
بوغياني أسترالي (الاسم العلمي: Pleospora australiensis) هي نوع من الفطريات يتبع جنس البوغياني من الفصيلة البوغيانية.